# Ridge Racer 6
Ridge Racer 6 is een computerspel dat werd ontwikkeld en uitgegeven door Namco voor de Xbox 360 als lanceertitel. Het racespel kwam op 22 november 2005 uit in de VS, op 10 december 2005 in Japan, en ten slotte op 20 januari 2006 in Europa.
Het is het zesde spel in de Ridge Racer-serie. In 2006 werd het opgevolgd door Ridge Racer 7.

## Spel
Dit spel introduceert de zogenaamde "World Explorer"-modus waarin de speler aan een serie races deelneemt. Er zijn ook snelle races en tijdraces aanwezig voor een korte speelervaring.
Het spel bevat 30 nieuwe circuits en er zijn ongeveer 130 racewagens, waaronder 10 speciale uitvoeringen. Naast raceauto's zijn er ook andere voertuigen aan het spel toegevoegd, zoals een hovercraft. Nieuw is ook een zogeheten "Nitro-boost", die verkregen kan worden door te driften op de circuits.
Via de multiplayer-modus kan de speler met 14 spelers deelnemen aan online races.